# Staudterhof

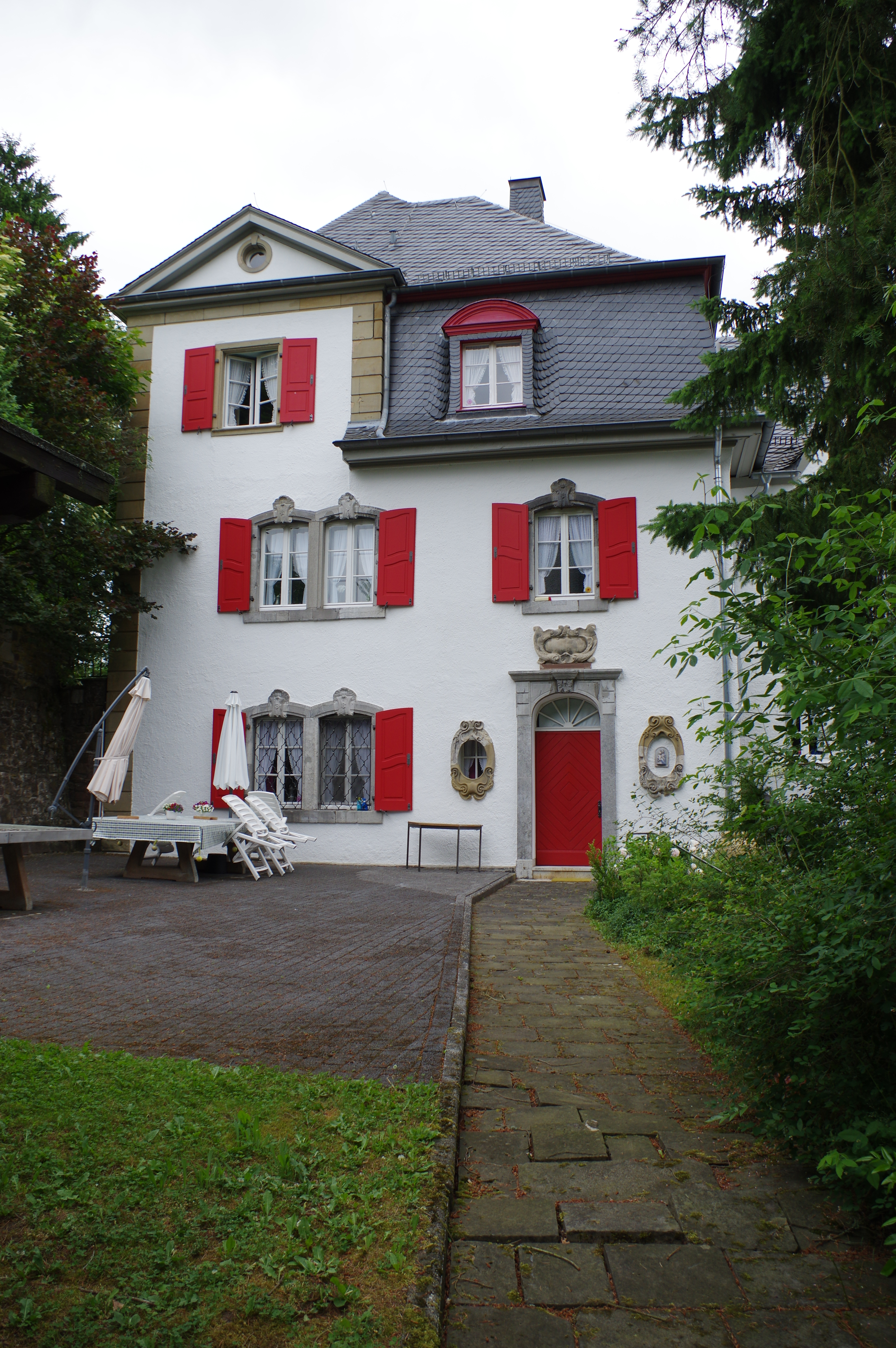
Südwestfront des Hauptgebäudes (2017)

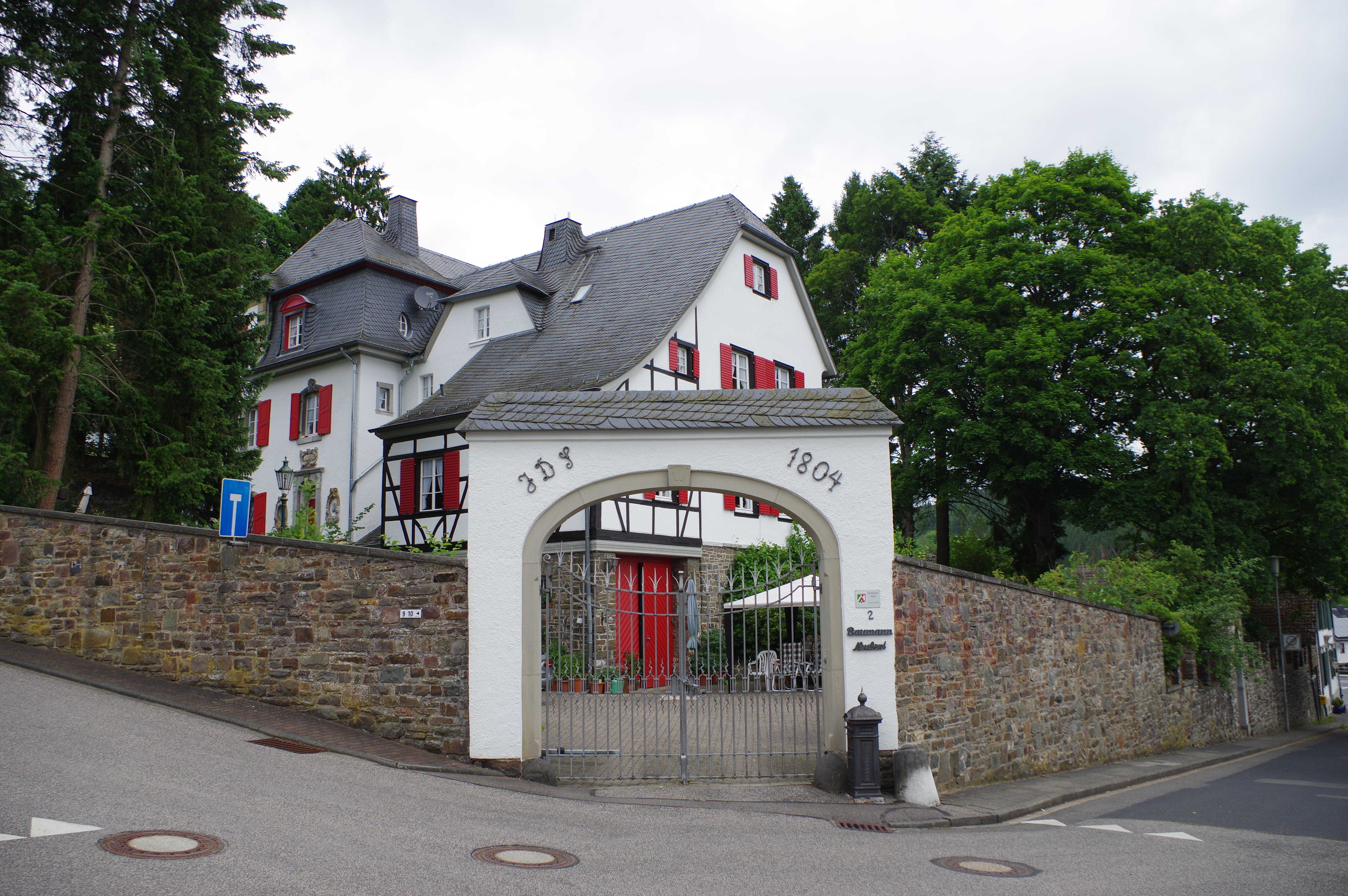
Haupttor zur Hohenbergstraße (2017)

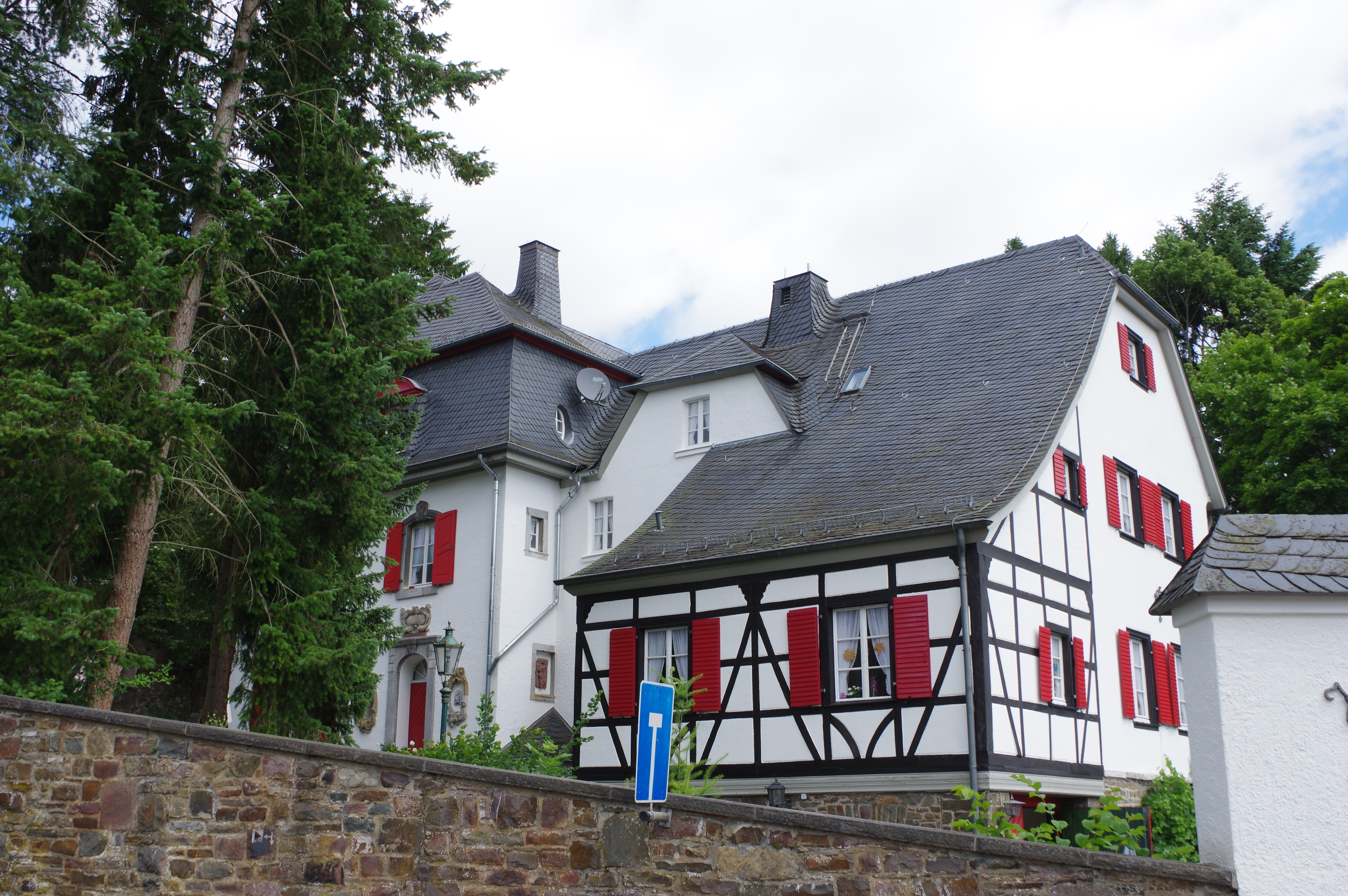
Fachwerk am Südostflügel (2017)

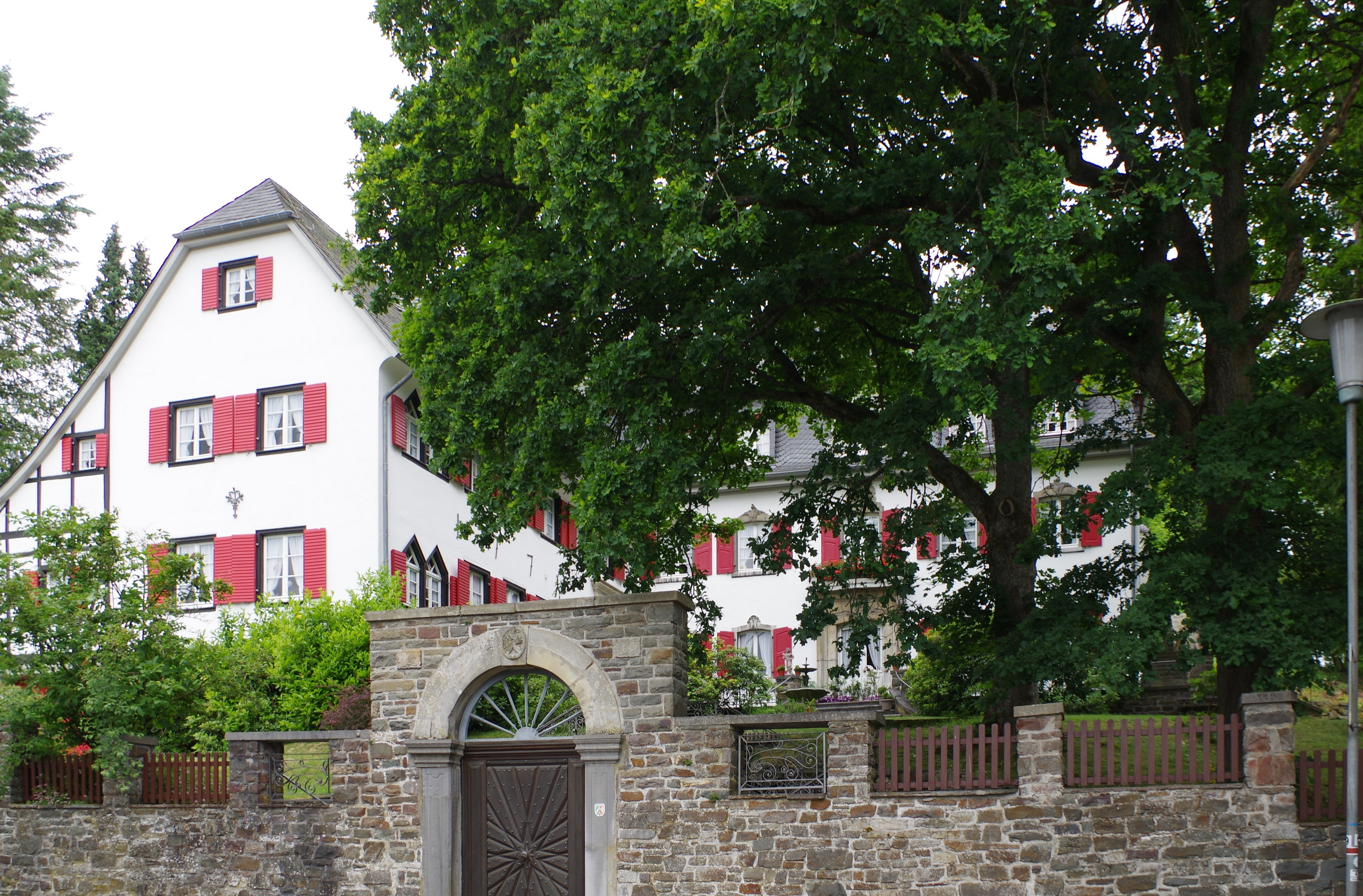
Südostseite zur Hohenbergringstraße (2017)

Der Staudterhof in Hellenthal, Hohenbergringstraße 2 ist ein seit dem 19. September 1984 unter Denkmalschutz stehendes Baudenkmal. Das Bauwerk entstand in mehreren Bauabschnitten zwischen 1757 und 1912 bzw. in den 1930er Jahren. Es befindet sich in Privatbesitz.

## Geschichte
Am Hofgut finden sich mehrere Maueranker und Inschriften in Türstürzen, die auf ehemalige Bewohner und bauliche Veränderungen verweisen. Der älteste aus dem Jahr 1757 befindet sich am Haupttrakt – über ihm ein Wappenstein, beide stehen augenfällig für das Ehepaar Franz Mattheis und Maria Katharina Frantzen (1737–1804). Maria Katharina Frantzen heiratete nach dem frühen Tod ihres ersten Mannes 1770 den aus Gemünd gebürtigen lutherischen Schulmeister Johann Paulus Staudt (1749–1791), deren Sohn Johann David Staudt (1776–1830) wiederum 1804 Johanna Maria Elisabeth Balter (1775–1817) zur Frau nahm. Durch diese Eheschließungen war die Familie Staudt innerhalb von zwei Generationen Teil der vornehmen, angesehenen protestantischen Gesellschaft des Oleftals geworden, die sich vornehmlich aus Grund- und Eisenhüttenbesitzern bildete. Während der ersten Hälfte des 18. Jahrhunderts gelangte der Stammvater der Hellenthaler Staudtlinie, Johann David Staudt (1709–1783) aus Urnshausen bei Eisenach als lutherischer Schulmeister über die Zwischenstationen Wallhalben in der Pfalz und Brauneberg bei Bernkastel nach Gemünd in der Eifel. 1730 hatte er in Trippstadt Anna Maria Huber geheiratet (1711–1773). Der bereits zuvor genannte Sohn Johann Paul Staudt wurde noch wie sein Vater Schulmeister und zog als solcher von Gemünd nach Hellenthal.
Unter den Kindern der Eheleute Johann David Staudt und Elisabeth Balter befand sich der 1812 geborene David Wilhelm Staudt. 1848 heiratete dieser in Hellenthal Pauline Schinck (1826–1900), Tochter eines ortsansässigen Brauereibesitzers und führte mit ihr als Kaufmann und Gutsbesitzer den Staudterhof wie seine Eltern und Großeltern weiter.
1854 begründete sich in Hellenthal die Gesellschaft Gemütlichkeit und nahm ihren Sitz bis 1871 im Geschäftslokal von David Wilhelm Staudt, das über einen Saal nebst Kegelbahn verfügte. Staudt übernahm dabei auch die Getränkeversorgung. Staudts in früheren Jahren bedeutendes Kaufgeschäft ging in den Folgejahren zurück. Noch zum 1. Juni 1870 war die Posthaltestelle in Hellenthal aus dem Haus des Gastwirts Pützer in das des damaligen Gastwirts Staudt verlegt worden. Doch fiel nach den Überlieferungen seines Urenkels Guillermo Staudt (geboren am 15. September 1923 in Buenos Aires; gestorben am 15. März 2000 in Argentinien), David Wilhelm Staudt im Laufe der Jahre der Trunksucht heim. Hinzu kam, dass wohl nicht wenige der Gäste der Gesellschaft Gemütlichkeit ihre Zeche offen stehen ließen, so dass Staudt in Konkurs geriet. Als Folge durfte nur die älteste Tochter Pauline heiraten, sie lebte später mit ihrem Mann Eugen Virmond in einem nicht mehr stehenden Haus unterhalb des Staudterhofes. Maria und Clara hingegen blieben unverheiratet. Die beiden Brüder Jakob Wilhelm und Ewald wanderten 1877 nach Südamerika aus.
1912 erfolgte ein umfänglicher Aus- und Umbau des Staudterhofes. Die Entwürfe zu diesen Arbeiten erstellte der Düsseldorfer Architekt Josef Kleesattel. Nach der Inventarisation des Kunsthistorikers Ernst Wackenroder befand sich 1928 im Staudterhof eine Sammlung kunstgewerblicher Stücke, die Teils aus dem Haus selbst, teilweise aber auch aus Hellenthal und der näheren Umgebung stammte, ferner die Kopie einer Totentafel des 1659 gestorbenen Bürgermeisters von Worms, Christof Staudt. Der Hof selbst befand sich zu diesem Zeitpunkt im Eigentum von Richard Staudt, Buenos Aires, 1935 bis 1938 erfolgten neuerlich Umbauten und Erweiterungen nach Entwürfen von Ernst Stahl.
Der Staudterhof wurde unter Richard Staudt zu einem Hort an Erinnerungen, zur Familiengeschichte selbst, wie an Devotionalien aus der Region, darunter Möbel, Uhren, Bilder und Heimatkunst. Während und als Folge des Zweiten Weltkrieges geriet ein großer Teil derselben in Verlust, das Gebäude erlitt schwere Beschädigungen. Staudt ließ soweit möglich die Bausubstanz des Hauptgebäudes und der umliegenden Wohnhäuser wiederherstellen und war ebenso versucht die Innenausstattung im ursprünglichen Stil rekonstruieren zu lassen. Für die Wiederaufbauplanung der Jahre 1947 bis 1950 zeichnete erneut Ernst Stahl verantwortlich.
Von dem 1955 in Buenos Aires gestorbenen Richard Staudt ging der Besitz später an dessen Sohn Guillermo Staudt über, der 1967 zu den Gründervätern des Wildgeheges an der Oleftalsperre in Hellenthal gehörte, das auf ehemals Staudtschem Besitz angelegt worden war. Der Kontakt zur Familie Staudt besteht mit Unterbrechungen bis in das 21. Jahrhundert (2008).
1978 gelangte die Stadt Grevenbroich für 420.000 DM in den Besitz des Staudterhof, ließ ihn 1979 sanieren und nutzte ihn in der Folge als Landschulheim. 250 m² Nutzfläche wurden dabei an die Naturfreunde e.V. Grevenbroich untervermietet. 2005 wurde im Nachgang zu einer Brandschau, während der eklatante Brandschutzmängel festgestellt wurden, die auch zu einer vorübergehenden Schließung der Einrichtung führten, seitens der Eigentümerin beschlossen, dass der Staudterhof als Einrichtung nicht zu halten sei. Die erforderlichen Investitionen waren nicht vermittelbar. Dabei konnten alleine im vorausgegangenen Jahr 2004 11.953 Übernachtungen durch Schulen und Vereine registriert werden. Nach dem Verkaufsbeschluss durch die Stadt Grevenbroich traten verschiedene Interessenten an diese heran, darunter auch mit dem Ziel ein Hotel von 16 bis 24 Betten und einer gehobenen Küche einzurichten – die hierzu konsultierte Obere Denkmalbehörde signalisierte auch bereits ihr grundsätzliches Einverständnis. 310.000 Übernachtungen zählte die kommunale Einrichtung seit ihrer Eröffnung 1979. Nach 26 Jahren erfolgte dann aber im Dezember 2006 der Verkauf des gut 800 m² Wohnfläche einschließenden denkmalgeschützten Ensembles auf einem in rund 5600 m² umfassenden Grundbesitz.
Mit Vertrag vom 23. Dezember 2006 erwarb schließlich die aus Hellenthal stammende Gabriele Baumann-Neubert, Witwe des 2005 gestorbenen Düsseldorfer Steuerberaters und Kunstsammlers Alfons Baumann den Staudterhof von der Stadt Grevenbroich. Sie richtete das Gebäude in der Folge wieder als privat genutztes Wohnhaus ein. Gabriele Baumann-Neubert war die erste Falknerin des Wildgeheges.
Die Familiengrabstätte Staudt findet sich auf dem aufgelassenen Hellenthaler Friedhof an der Trierer Straße.(Lage). 2010 ließ Gabriele Baumann-Neubert die zwischenzeitlich beschädigte Grabanlage wiederherstellen.

## Beschreibung
Der Staudterhof steht auf einem rund 4500 m² großen Flurstück, von unregelmäßigem Zuschnitt in Hanglage. Größere Teile des Grundstücks sind parkähnlich ausgestaltet. Die Anlage besteht aus mehreren, zweigeschossigen Baukörpern. Dem Westflügel ist ein Fachwerktrakt angeschlossen, die weiteren Bauteile sind in Bruchstein ausgeführt und nach oben mit einem Mansarddach (Ostflügel) bzw. Satteldach (Westflügel) abgeschlossen.
Der älteste Wappenstein befindet sich über dem Eingangsportal des Hauptgebäudes an der Südostseite. Er stammt aus dem Jahr 1757 und weist auf die Eheleute F(ranz) M(attheis) und M(aria) K(atharina) F(rantzen) hin. Über dem Hoftor zum Südostflügel die Maueranker JDS (Johann David Staudt) zur linken und 1804 (Heiratsjahr der Eheleute Staudt / Balter) zur rechten und über dem Nebeneingang zum Park bzw. Haupttrakt ein Wappenstein mit inliegendem Eintrag: renov(iert) 1949 sowie darunter zur linken die Buchstaben RS (Richard Staudt) und zur rechten ES (Elisabeth Staudt).
Nach dem Text zur Unterschutzstellung (Denkmalliste der Gemeinde Hellenthal, Lfd.-Nr.: 10) umfasst das Baudenkmal den Staudterhof mit Neben- und Gartenanlagen. Es handelst sich demnach um ein repräsentatives Bürgerhaus, das in seinem Kern eine barocke Substanz aufweist, umgeben von mehreren nach ihrer Form angepassten Erweiterungen. Der zweigeschossige Hauptbau mit rückseitigen Eckrisaliten liegt zur Straße mit 5 Achsen, bei aufwändigen Sandsteineinfassungen. Für die Fensterbekrönungen wurden Teile verwandt, die das Suermondt-Museum in Aachen hierzu als Doubletten abgab (Couven). Das Mittelportal entstammte des Stahlschen Umbauten aus 1937, sein Mittelschlussstein und zwei weitere Teile (seitliche Pilasterendigungen) überließ ebenfalls das Couven-Museum. Während der Dachstuhl vollständig erneuert wurde, finden sich im Innenausbau noch weite Teile aus der zweiten Hälfte des 18. Jahrhunderts, an die bei den Umbauten unter Kleesattel 1912 die wandfeste Ausstattung stilistisch angepasst wurde.
Der Südostflügel schließt rechtwinklig an das Hauptgebäude an, die Maueranker an der Nordostseite (1770 – Heiratsjahr der Eheleute Staudt / Witwe Mattheis) sind neueren Datums. Die in der Ecke zum Hauptgebäude eingebrachte Tür (datiert 1770) ist wohl original, aber transloziert. Der Südwesteingang weist zwei Datierungen auf – 1757 (Spolie) und 1938. Der Flügel entstand unter Nutzung barocker Spolien und angepasst an den Haupttrakt als zweigeschossiger, verputzter Bruchsteinbau von 6 Achsen neu, scheinbar in seiner Gänze 1938. Die zwei südlichen, zur Straße gelegenen Achsen, in expressionistischer Formensprache. Nach Südwesten schließt ein im Untergeschoss in Bruchstein, im Obergeschoss in Fachwerk ausgebildeter Teil an. Der Flügel weist überwiegend Holzstockfenster auf.
Das Gesamtdenkmal Staudter Hof umfasst auch die Liegenschaft Trierer Str. 4 (verputztes Fachwerkhaus, verm. 1874 für Friedrich Bruch erbaut) und die Wohn- und Wirtschaftsgebäude Ackergasse 1 und 3 (zweigeschossige Fachwerkhäuser aus dem 18. und 19. Jahrhundert).
Die umgebende Parkanlage mit barockisierender Terrassierung enthält 1949 verbaute Spolien. Repräsentative Treppenanlagen, ein Brunnen und zahlreiche Solitärbäume, darunter Eiche, Lebensbaum, Spitzahorn und eine auffällige ausgewachsene Thujagruppe dienen als gestalterische Elemente.

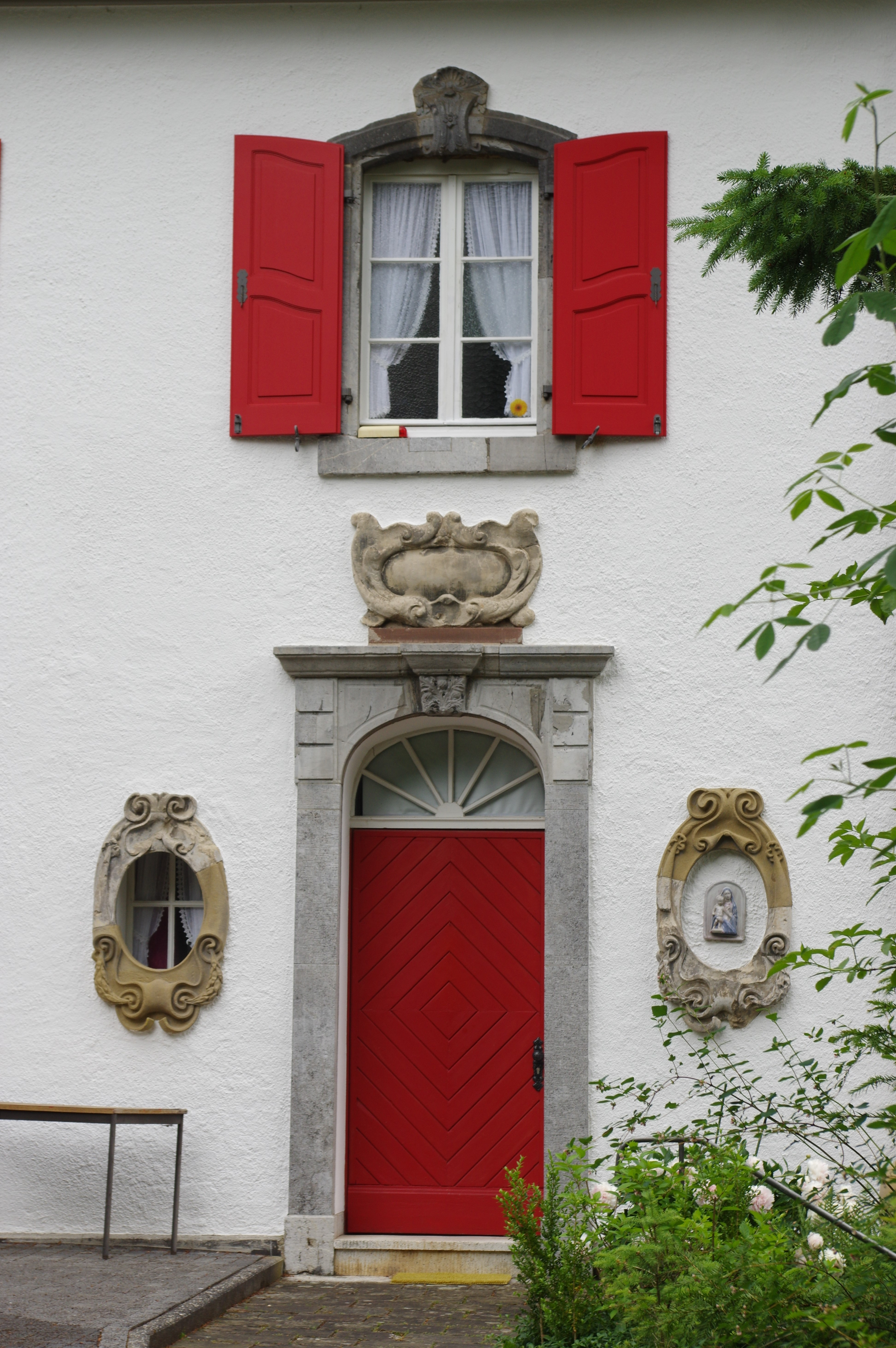
Eingang Südwestseite
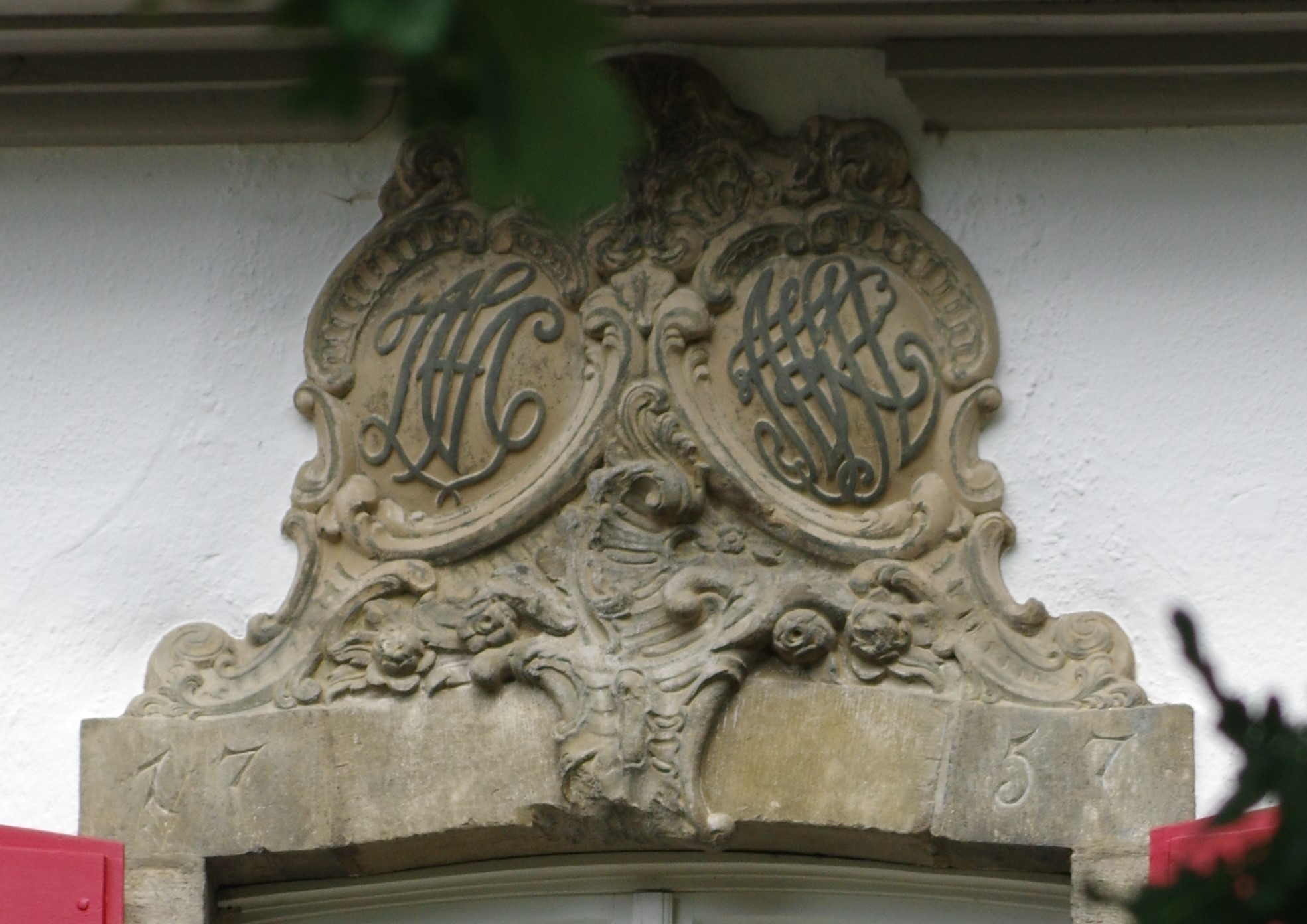
Wappenstein im Obergeschoss des Hauptgebäudes (Südostseite)
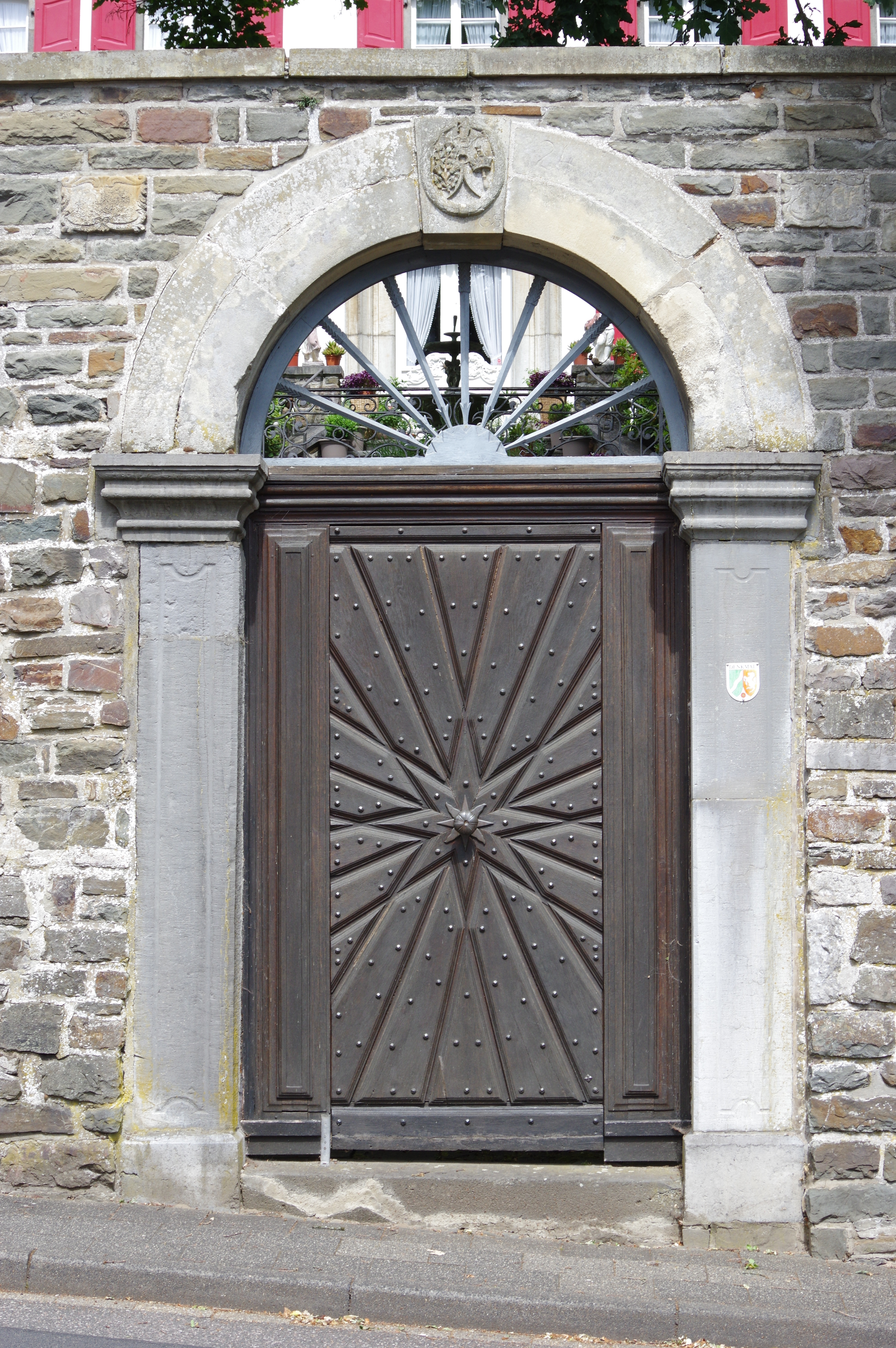
Nebeneingang an der Südostseite
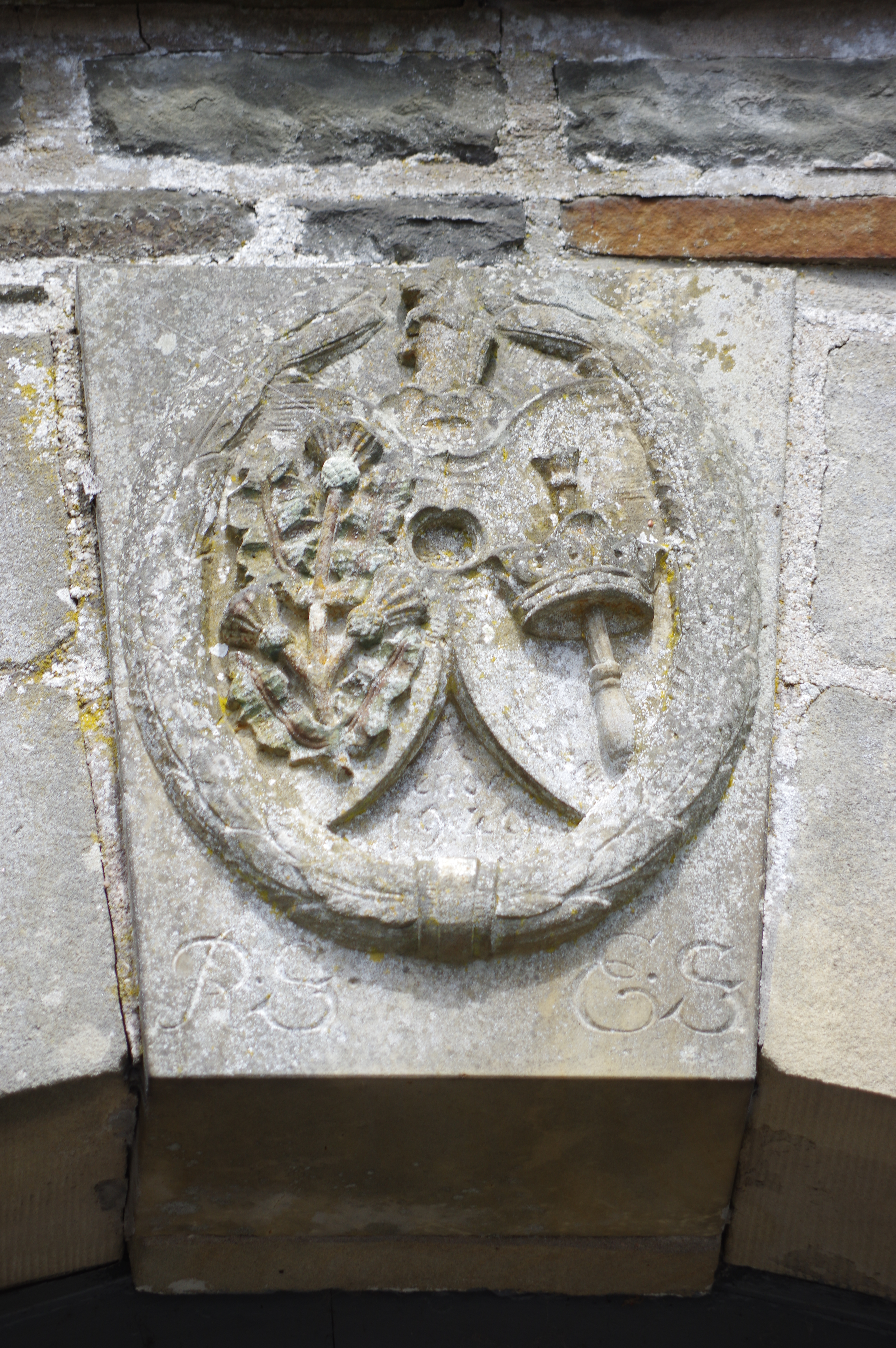
Wappenstein über dem Nebeneingang
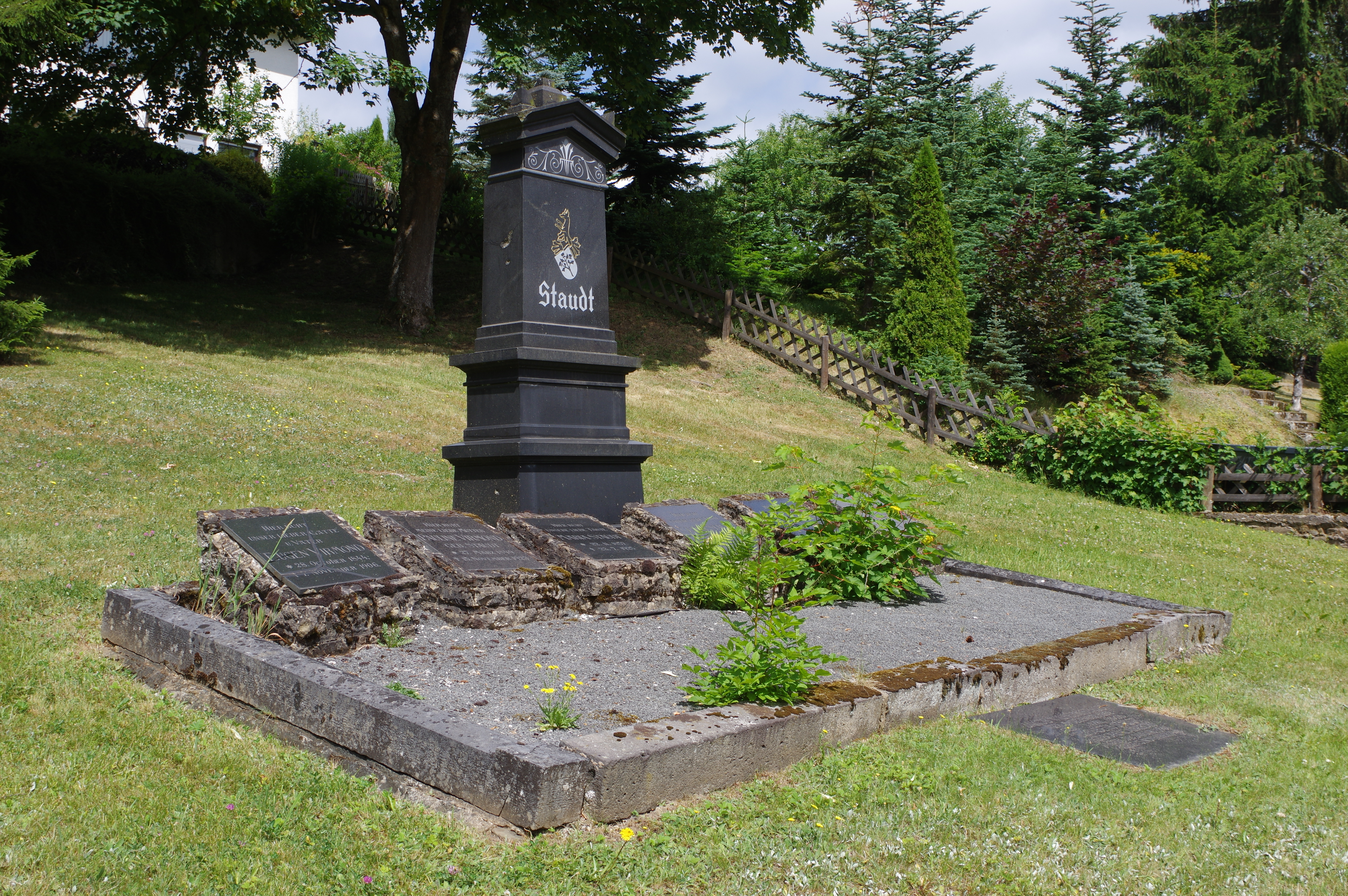
Grabstätte
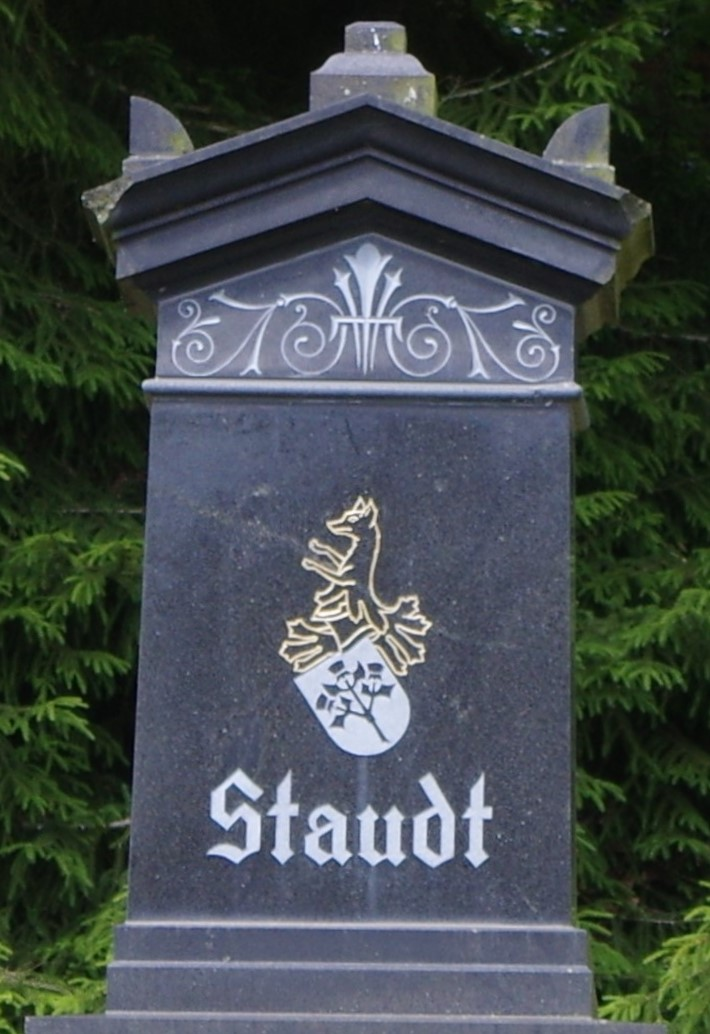
Detail der Grabstätte mit Wappen

## Trivia
Im Januar 2013 berichtete die Lokalzeit aus Aachen in ihrer Reihe Eine Geschichte aus … in einem vierminütigen Bericht über den Staudterhof.